# Svart smalpraktbagge
Svart smalpraktbagge (Agrilus ater) är en skalbaggsart som först beskrevs av Carl von Linné 1767.  Svart smalpraktbagge ingår i släktet Agrilus, och familjen praktbaggar. Enligt den finländska rödlistan är arten sårbar i Finland. Arten har ej påträffats i Sverige. Artens livsmiljö är naturmoskogar.

## Bildgalleri

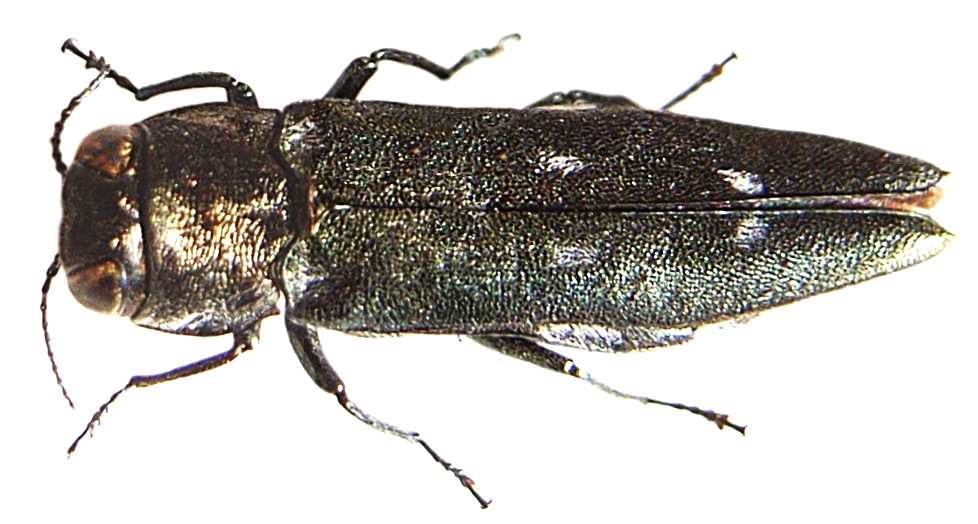
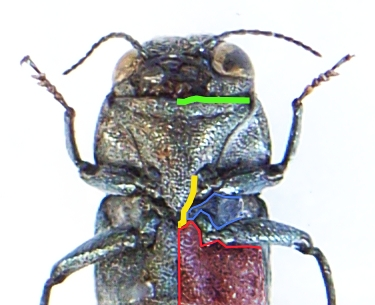
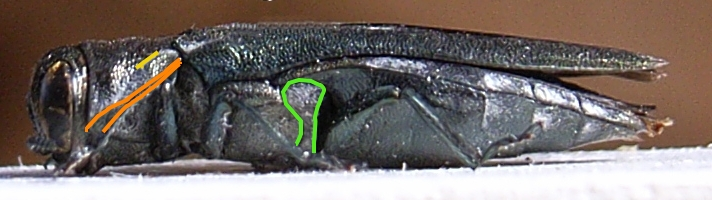
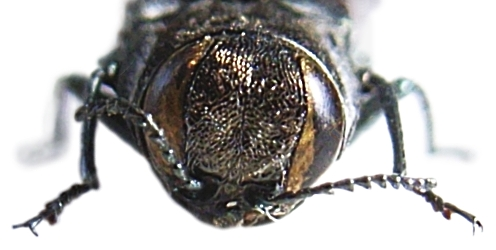
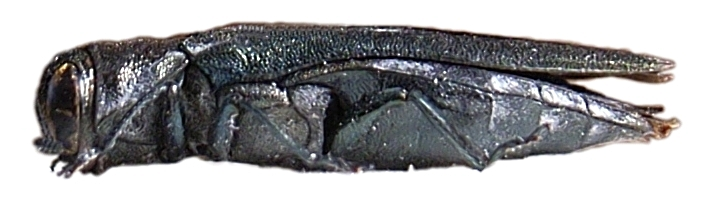
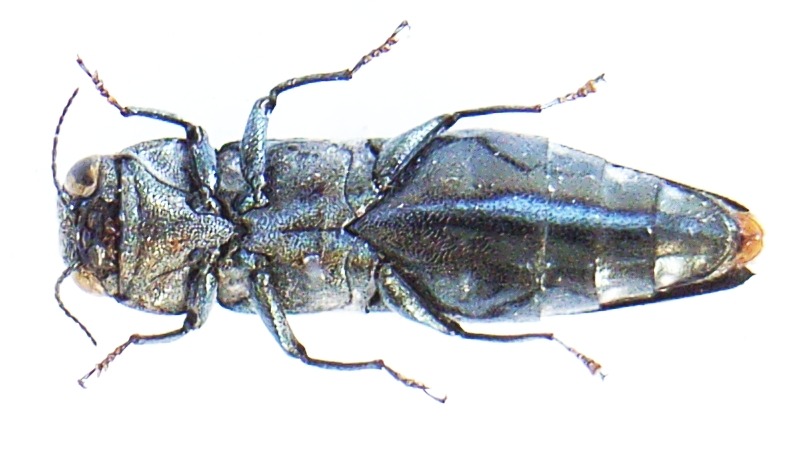